# Muti prova La traviata
Muti prova La traviata è un programma televisivo di Rai Cultura, trasmesso su Rai 5 a partire dal 7 novembre 2019.

## Descrizione
Il programma televisivo riprende le prove tenute da Riccardo Muti con l'Orchestra Giovanile Luigi Cherubini per la rappresentazione dell'opera La traviata. Durante tali prove, il Maestro racconta aneddoti dei maggiori interpreti del passato, oltre a suggerire chiavi di interpretazione dell'opera verdiana.
Muti ha dichiarato di aver intrapreso questa esperienza unicamente per fini didattici nei confronti dei giovani artisti. A tal fine Muti ha ricordato di avere avuto come maestro Antonino Votto che aveva svolto il ruolo di assistente di Toscanini e di come lo stesso sia stato un dispensatore di utili consigli nei suoi confronti. Ritiene, pertanto, un dovere morale dover tramandare ai posteri tali insegnamenti. Nel programma è presente il soprano Renata Scotto, nota anche per aver interpretato il ruolo della protagonista dell'opera verdiana.
Muti sottolinea la rilevanza del tempo da rispettare nell'esecuzione dei lavori di Verdi. Nel programma compaiono anche delle interviste ai giovani interpreti e a Muti stesso. Nell'ultimo appuntamento, Muti racconta, inoltre, il legame professionale e di amicizia che lo legava a Carlos Kleiber.